# Monolepta pauperata
Monolepta pauperata es una especie de insecto coleóptero de la familia Chrysomelidae.
Fue descrita científicamente en 1843 por Erichson.